# The Future Past Tour
The Future Past Tour – 25. trasa koncertowa grupy Iron Maiden, promująca siedemnasty album studyjny Senjutsu. Po trasach "Eddie Rips Up the World Tour" z 2005 roku, "Somewhere Back in Time World Tour" z lat 2008–2009 oraz "Maiden England World Tour 2012–2014", była to czwarta trasa koncertowa koncentrująca się na konkretnym etapie historii grupy. Całe tournee zaplanowano jako objazd bardziej kameralnych obiektów, z wyjątkiem wyselekcjonowanych festiwali i stadionów. The Future Past Tour rozpoczęła się 28 maja 2023 roku w Lublanie, w Słowenii, obejmując koncerty w Europie oraz obu Amerykach, które zaplanowano na lata 2023 – 2024. Grupa ogłosiła również koncerty w Oceanii oraz Japonii, gdzie po raz ostatni pojawili się w 2016 roku. Formacja odwiedziła również obie Ameryki występując na wielkich stadionach, arenach sportowych oraz prestiżowych festiwalach jako headliner.
Kompozycje z albumu Senjutsu były prezentowane podczas dwóch tras ("Legacy of the Beast Tour" i "The Future Past Tour") zagranych w latach 2022–2024, podczas 140 koncertów w 38 krajach, dla łącznego audytorium ponad 4 mln widzów, co przełożyło się na średnią rzędu 29 tys. widzów. Była to rekordowa publiczność, przed którą promowano nowy album studyjny w dotychczasowej historii grupy. Po raz pierwszy w całej karierze, w programie koncertów znalazł się epicki utwór „Alexander the Great”, wyczekiwany przez fanów od 1986 roku. W ramach tournee "The Future Past 2023/24" zespół dał 82 koncerty w 27 krajach, gromadząc około 2,1 mln widzów. Średnia frekwencja na każdym z koncertów osiągnęła pułap 25 tys. widzów, trasa została całkowicie wyprzedana. Koncerty zagrane szóstego i siódmego grudnia 2024 na Allianz Parque w Sao Paulo okazały się jednocześnie ostatnimi występami zespołu z perkusistą Nicko McBrainem. Muzyk po 42 latach intensywnej współpracy zdecydował się na rezygnację z uczestnictwa w trasach koncertowych formacji.

## Przygotowania
Na początku października 2022 r. management zespołu ujawnił plany związane z kolejnym tournee. Trasa „The Future Past Tour 2023” została zaplanowana jako kolejny etap promocji albumu Senjutsu oraz powrót do materiału z ikonicznej płyty Somewhere in Time z 1986 r. Jak twierdził Steve Harris: 

Po wydaniu naszego najnowszego albumu, Senjutsu, zaktualizowaliśmy nieco obecną trasę „Legacy of the Beast”, otwierając koncerty pierwszymi trzema utworami w scenerii Japanese Palace. Ponieważ powtarzanie tego w przypadku trasy z albumem Senjutsu nie ma zbyt wiele sensu, pomyśleliśmy o innych opcjach i postanowiliśmy wrócić do czasów Somewhere In Time, ponieważ ta trasa nie pojawiała się w różnych retrospektywnych trasach historycznych, które odbyliśmy. Zostały one oparte na naszych filmach z koncertów z lat 80. i niestety nie sfilmowaliśmy tej trasy (obwiniaj menedżera!). Przez lata otrzymaliśmy od fanów mnóstwo próśb o wiele utworów, więc teraz je zagramy, plus oczywiście kilka innych, o których wiemy, że Wam się spodobają! Szczególnie satysfakcjonujące będzie też zagranie w końcu niektórych z bardziej epickich utworów z Senjutsu. Według managera formacji, Roda Smallwooda: Połączenie dwóch albumów, naszym zdaniem jest bardzo ekscytujące. Wiemy, że fani chcą po raz pierwszy usłyszeć te epickie kawałki z Senjutsu na żywo i uważamy, że połączenie ich z kultowym albumem, takim jak Somewhere In Time, stworzy kolejną naprawdę wyjątkową trasę dla starych i nowych fanów! Oczywiście w przypadku nowej trasy albumowej w Europie i Wielkiej Brytanii wrócimy w dużej mierze do względnej intymności aren koncertowych i wiemy, że fani też będą z tego bardzo zadowoleni!

Zgodnie z zapowiedziami Iron Maiden rozpoczęli proces ogłaszania kolejnych dat przewidzianych na rok 2023. Wśród nich znalazły się m.in. koncerty w Wielkiej Brytanii, Niemczech, Polsce (13 i 14 czerwca w Tauron Arena Kraków), Szwajcarii, Holandii czy Belgii. Ogłoszono również występy festiwalowe w roli headlinera Sweden Rock Festival, Wacken Open Air (po raz czwarty w karierze), Hellfest (po raz trzeci) czy Return of the Gods we Włoszech. Bilety na Wacken sprzedano w rekordowym czasie pięciu godzin, niemal natychmiast zniknęły również wejściówki na Hellfest, zaś koncerty w arenach sportowych wyprzedawano na etapie przedsprzedaży. Komplet biletów na Sweden Rock Festival sprzedano w ciągu kilku minut. Wszystkie 33 koncerty etapu europejskiego zostały całkowicie wyprzedane. Iron Maiden znaleźli się wśród sześciu headlinerów festiwalu PowerTrip 2023, będącego następcą dedykowanego klasycznemu rockowi Desert Trip, również zorganizowanego na terenach Empire Polo Club w kalifornijskim miasteczku Indio. Po raz pierwszy w historii ciężkiego rocka w ciągu weekendu mieli wystąpić z pełnowymiarowymi koncertami najwięksi z największych: AC/DC (powrót po latach), Metallica, Iron Maiden, Guns N’ Roses, Ozzy Osbourne (pierwszy koncert od 2019 r.) i Tool. Artyści reprezentowali niemal pełny przekrój stylistyczny głównego nurtu ciężkiej muzyki. W połowie października ogłoszono kolejne koncerty trasy. We wrześniu 2024 roku zespół miał odwiedzić Oceanię i Japonię, po raz ostatni muzycy koncertowali w tym regionie w 2016 roku. Do końca 2024 roku Iron Maiden odwiedzili również obie Ameryki.
Pierwotnie tournee było planowane jako dedykowane wyłącznie promocji albumu Senjutsu, który miał zostać zaprezentowany w całości. Ostatecznie w repertuarze znalazło się pięć utworów reprezentujących 17-ty album studyjny oraz pięć kolejnych kompozycji z legendarnego albumu Somewhere in Time. Od początku zakładano, iż trasa będzie miała bardziej ekskluzywny charakter a repertuar obejmie mniej popularne kompozycje, o które prosili najbardziej oddani fani grupy. Znakomita większość koncertów została zabukowana w arenach sportowych o pojemności od kilkunastu do 20 tys. widzów.

## Supporty

### 2023
- The Raven Age oraz Lord of the Lost support na trasie europejskiej[19].
- Atreyu support podczas koncertów w zachodniej Kanadzie[20].

### 2024
- Killswitch Engage support na trasie po Oceanii[21].
- The Hu support na trasie po Ameryce Północnej[22].
- Krönös support podczas koncertów w Kolumbii[23]
- Disturbed oraz Ágora support na koncercie w Meksyku[23].
- Malon support podczas koncertów w Argentynie[24].
- Dogma support podczas koncertów w Chile[23].
- Volbeat support podczas koncertów w Brazylii[23].

## Setlista

### 2023/24
- Introdukcja: Vangelis, „Blade Runner (End Titles)”[25]

1. „Caught Somewhere in Time” (z albumu Somewhere in Time, 1986)
2. „Stranger in the Strange Land” (z albumu Somewhere in Time, 1986)
3. „The Writing on the Wall” (z albumu Senjutsu, 2021)
4. „Days of Future Past” (z albumu Senjutsu, 2021)
5. „The Time Machine” (z albumu Senjutsu, 2021)
6. „The Prisoner” (z albumu The Number of the Beast, 1982)
7. „Death of the Celts” (z albumu Senjutsu, 2021)
8. „Can I Play with Madness” (z albumu Seventh Son of a Seventh Son, 1988)
9. „Heaven Can Wait” (z albumu Somewhere in Time, 1986)
10. „Alexander the Great” (z albumu Somewhere in Time, 1986)
11. „Fear of the Dark” (z albumu Fear of the Dark, 1992)
12. „Iron Maiden” (z albumu Iron Maiden, 1980)

Bisy:
1. „Hell on Earth” (z albumu Senjutsu, 2021)
2. „The Trooper” (z albumu Piece of Mind, 1983)
3. „Wasted Years” (z albumu Somewhere in Time, 1986)

## Oprawa trasy
W porównaniu z kilkoma poprzednimi trasami ilość efektów specjalnych i rekwizytów została ograniczona, zaś koncept widowiska miał służyć budowaniu klimatu i skupieniu uwagi odbiorcy na samej muzyce. Oprawa wizualna estrady nawiązywała do stylu cyberpunk kojarzonego z klasycznym filmem SF „Blade Runner”. Wystrój całości przywodził na myśl dystopijne miasto przyszłości, zwieńczone rampami świateł ułożonymi w kształt piramidy. Zarówno górny poziom estrady, jak i zestaw oświetleniowy okalały węże świetlne LED, zmieniające kolor w zależności o klimatu kompozycji. Rampy zostały wyposażone ruchome, wielokolorowe heady, wielobarwne stroboskopy, reflektory LED, rzutniki oraz lasery. Tradycyjnie na skrzydłach sceny widniały telebimy, zaś po raz pierwszy w historii zespół zdecydował się na wykorzystanie dodatkowych ekranów ustawionych symetrycznie w głębi estrady. W trakcie koncertów wyświetlano na nich wizualizacje oraz teledyski, potęgując efekt trójwymiarowości. Wykorzystano 12 wysokiej jakości panoramicznych backdropów, które cechował realizm, zaś rekwizytem nawiązującym do trasy „Somewhere on Tour 1986/87” było działo umieszczone na bocznej rampie sceny. Maskotka grupy pojawiła się kilkakrotnie – jako ruchomy, trzymetrowy Eddie Cyborg znany z okładki singla „Stranger in a Strange Land” (w czarnym płaszczu, kapeluszu z pistoletem w dłoni), jako ofiara postrzału ze wspomnianego działa w trakcie prezentacji utworu „Heaven Can Wait” czy samuraj znany z poprzedniej trasy i okładki płyty Senjutsu. W trakcie prezentacji kompozycji „Iron Maiden” zza perkusji wyłoniła się kilkumetrowa głowa maskotki znana z materiałów promocyjnych 17-ego albumu studyjnego.
Choć niektóre rekwizyty i ogólna koncepcja wizualna estrady nawiązywała do legendarnych koncertów z 1986 roku, zespół uniknął bezpośredniego odtworzenia widowiska z przeszłości, zachowując równowagę pomiędzy prezentacją nowszych kompozycji o zdecydowanie epickim charakterze a zawartością albumu Somewhere in Time. Wykorzystano pirotechnikę, zaś Bruce Dickinson występował w specjalnym kostiumie przypominającym charakterystyczne konfekcjonalia kojarzone z kostiumami bohaterów filmów „Blade Runner” czy klasycznych epizodów „Gwiezdnych Wojen”. W przeciwieństwie do poprzedniej trasy muzycy skoncentrowali się na prezentacji rozbudowanych, rzadziej granych kompozycji, unikając odtwarzania sprawdzonych hitów, których pojawiło się tylko kilka. Po raz pierwszy zaprezentowano legendarny utwór „Alexander the Great”, co stanowiło odzew na wieloletnie prośby fanów.

## Personel trasy
Iron Maiden
- Bruce Dickinson – śpiew
- Dave Murray – gitara
- Adrian Smith – gitara, chórki
- Janick Gers – gitara
- Steve Harris – gitara basowa, chórki

Muzycy Dodatkowi
- Brend Diamond – instrumenty klawiszowe

Zarząd
- Rod Smallwood
- Andy Taylor
- Dave Shack dal Phantom Music Management.

Menadżerowie
- Rick Roskin (Creative Artists Agency (Ameryka Płn.))
- John Jackson (K2 Agency Ltd. (Reszta świata))

Obsługa trasy (The Killer Krew)
- Rod Smallwood, Steve Harris, Rod Stewart - Lockhard – Koncepcja trasy
- The Hangman Prod. – Produkcja i projekt scenografii
- Dick Bell – Konsultant produkcji
- Ian Day – Dyrektor organizacyjny trasy
- John „Collie” Collins – Kierownik trasy koncertowej
- Nick Farrington – Asystent kierownika trasy
- Gary Workman – Kierownik sceny
- Dave Maxwell – Kierownik produkcji
- Zeb Minto – Koordynator produkcji
- Kerry Harris – Asystent produkcji
- Ed Stewart-Lockhart – A systent managera trasy
- Ian „Evo” Evans, Brian Godfren – Merchandising
- Kenneth Von Druten – Realizator ‘Front of House’
- Michael Mule – Realizator MON
- Kevin „Tater” McCarthy – Inżynier systemu PA
- Tim Peeling – Technik dźwięku
- Ed Peers – Reżyser audio – wideo
- Rob Coleman – Projektant oświetlenia
- Alan Fotheringhame – Inżynier oświetlenia
- Dan Wiseman – Oświetlenie punktowe
- Stefan Sjoland, David Cox, Euan Odd, Andy „Hed” Thompson – Techniczni ds. oświetlenia
- Sean Brady – Technik Adriana Smitha
- Brent Diamond – Technik Steve’a Harrisa
- Steve „Gonzo” Smith – Steve’s Monitor Engineer
- Charlie Charlesworth – Technik Nicko’a McBraina
- Eddie Marsh – Technik Janicka Gersa
- Colin Price – Technik Dave’a Murraya
- Steve Joy – Scenografia (szef)
- Philip Stewart – Scenografia (techniczny)
- Griffin Dickinson – Scenografia (techniczny)
- Reuben Pinkneu – Główny instalator
- Adam Fort – Specjalista animatronik
- Jeffrey Weir – Szef ochrony
- Peter Lokrantz – Ochrona zespołu
- Natasha De Sampayo – Garderoba
- Don Carr JR – Reżyser wideo
- Iain Christe – Realizator wideo
- Jeroen „Myway” Marain, Luke Butler and Max Ramsden – Kamerzyści
- John O’Brian – Technik wideo
- Robert Valentino – Technik LED
- Keith Maxwell – Pirotechnika
- Eric „Mooch” Muccio – Pirotechnika
- Jeremy Smith – Dyrektor załadunku
- Colette Shryane-Smith – Kierownik kateringu
- Ed Stewart-Lockhart – Koordynator komunikacji wewnętrznej
- Daniel Wiseman – Obsługa reflektorów punktowych
- Richard Crellin, Richard „Monk” Evans, Daniel Krakolinig, Peter Shaa, Andrew „Beefy” Heath, Claudia Neumann, Robert Wimmer, Niels Mathijs, Techno Tener – Kierowcy ciężarówek zespołu
- Russel Cogen, Stefanie Hirning, Gabor Szegedl – Kierowcy nightlinerów zespołu
- Alexander Milas, Alex Burrows – Program i wizualizacje
- James Isaacs – Reżyser artystyczny
- Akirant, Stuart Crouch – Oprawa graficzna
- John McMURTRIE, Griffin Dickinson – Zdjęcia

## Daty trasy
UWAGA! w wyniku aktualizacji danych, nazwy obiektów nie muszą się pokrywać ze stanem pierwotnym, znanym z materiałów prasowych grupy.
| Data                 | Miasto                        | Kraj                | Obiekt                        |
| Europa               | Europa                        | Europa              | Europa                        |
| -------------------- | ----------------------------- | ------------------- | ----------------------------- |
| 28 maja 2023         | Lublana                       | Słowenia            | Arena Stožice                 |
| 30 maja 2023         | Praga                         | Czechy              | O2 Arena                      |
| 31 maja 2023         | Praga                         | Czechy              | O2 Arena                      |
| 3 czerwca 2023       | Tampere                       | Finlandia           | Nokia Arena                   |
| 4 czerwca 2023       | Tampere                       | Finlandia           | Nokia Arena                   |
| 7 czerwca 2023       | Bergen                        | Norwegia            | Koengen Bergenhus Festung     |
| 9 czerwca 2023       | Sölvesborg                    | Szwecja             | Sweden Rock Field             |
| 11 czerwca 2023      | Lipsk                         | Niemcy              | Quarterback Immobilien Arena  |
| 13 czerwca 2023      | Kraków                        | Polska              | Tauron Arena                  |
| 14 czerwca 2023      | Kraków                        | Polska              | Tauron Arena                  |
| 17 czerwca 2023      | Clisson                       | Francja             | Val de Moine                  |
| 19 czerwca 2023      | Zurych                        | Szwajcaria          | Hallenstadion                 |
| 21 czerwca 2023      | Hanower                       | Niemcy              | ZAG Arena                     |
| 24 czerwca 2023      | Dublin                        | Irlandia Południowa | 3Arena                        |
| 26 czerwca 2023      | Glasgow                       | Szkocja             | Ovo Hydro Arena               |
| 28 czerwca 2023      | Leeds                         | Anglia              | First Direct Arena            |
| 30 czerwca 2023      | Manchester                    | Anglia              | AO Arena                      |
| 3 lipca 2023         | Nottingham                    | Anglia              | Motor Point Arena             |
| 4 lipca 2023         | Birmingham                    | Anglia              | Utilita Arena Birmingham      |
| 7 lipca 2023         | Londyn                        | Anglia              | O2 Arena                      |
| 8 lipca 2023         | Londyn                        | Anglia              | O2 Arena                      |
| 11 lipca 2023        | Amsterdam                     | Holandia            | Ziggo Dome                    |
| 13 lipca 2023        | Antwerpia                     | Belgia              | Sportpalais Antwerp           |
| 15 lipca 2023        | Mediolan                      | Włochy              | San Siro Ippodromo            |
| 18 lipca 2023        | Barcelona                     | Hiszpania           | Palau Sant Jordi              |
| 20 lipca 2023        | Murcja                        | Hiszpania           | Estadio Enrique Roca          |
| 22 lipca 2023        | Bilbao                        | Hiszpania           | Bizkaia Arena Bec!            |
| 25 lipca 2023        | Dortmund                      | Niemcy              | Westfalenhallen               |
| 26 lipca 2023        | Dortmund                      | Niemcy              | Westfalenhallen               |
| 29 lipca 2023        | Frankfurt                     | Niemcy              | Festhalle                     |
| 31 lipca 2023        | Monachium                     | Niemcy              | Olympiahalle                  |
| 1 sierpnia 2023      | Monachium                     | Niemcy              | Olympiahalle                  |
| 4 sierpnia 2023      | Wacken                        | Niemcy              | True Metal Stage              |
| Ameryka Północna     |                               |                     |                               |
| 28 września 2023     | Calgary, Alberta              | Kanada              | Scotiabank Saddledome         |
| 30 września 2023     | Edmonton, Alberta             | Kanada              | Rogers Place                  |
| 2 października 2023  | Vancouver, Kolumbia Brytyjska | Kanada              | Rogers Arena                  |
| 6 października 2023  | Indio, Kalifornia             | Stany Zjednoczone   | Empire Polo Club              |
| Oceania              |                               |                     |                               |
| 1 września 2024      | Perth                         | Australia           | RAC Arena                     |
| 4 września 2024      | Adelaide                      | Australia           | Adelaide Entertainment Centre |
| 6 września 2024      | Melbourne                     | Australia           | Rod Laver Arena               |
| 7 września 2024      | Melbourne                     | Australia           | Rod Laver Arena               |
| 10 września 2024     | Brisbane                      | Australia           | Brisbane Entertainment Centre |
| 12 września 2024     | Sydney                        | Australia           | Qudos Bank Arena              |
| 13 września 2024     | Sydney                        | Australia           | Qudos Bank Arena              |
| 16 września 2024     | Auckland                      | Nowa Zelandia       | Spark Arena                   |
| Azja                 |                               |                     |                               |
| 22 września 2024     | Aichi                         | Japonia             | Sky Hall Toyota               |
| 24 września 2024     | Osaka                         | Japonia             | Osaka-Jo Hall                 |
| 26 września 2024     | Tokyo                         | Japonia             | Tokyo Garden Theater          |
| 28 września 2024     | Jokohama                      | Japonia             | Pia Arena MM                  |
| 29 września 2024     | Jokohama                      | Japonia             | Pia Arena MM                  |
| Ameryka Północna     |                               |                     |                               |
| 4 października 2024  | San Diego, Kalifornia         | Stany Zjednoczone   | NI Credit Union Amphitheatre  |
| 5 października 2024  | Las Vegas, Nevada             | Stany Zjednoczone   | Michelob ULTRA Arena          |
| 8 października 2024  | Los Angeles, Kalifornia       | Stany Zjednoczone   | KIA Forum                     |
| 9 października 2024  | Phoenix, Arizona              | Stany Zjednoczone   | Footprint Center              |
| 12 października 2024 | Sacramento, Kalifornia        | Stany Zjednoczone   | Discovery Park                |
| 14 października 2024 | Portland, Oregon              | Stany Zjednoczone   | MODA Center                   |
| 16 października 2024 | Tacoma, Waszyngton            | Stany Zjednoczone   | Tacoma Dome                   |
| 18 października 2024 | Salt Lake City, Utah          | Stany Zjednoczone   | Delta Center                  |
| 19 października 2024 | Denver, Kolorado              | Stany Zjednoczone   | Ball Arena                    |
| 22 października 2024 | St. Paul, Minnesota           | Stany Zjednoczone   | Xcel Energy Center            |
| 24 października 2024 | Rosemont, Illionis            | Stany Zjednoczone   | Allstate Arena                |
| 26 października 2024 | Toronto, Ontario              | Kanada              | Scotiabank Arena              |
| 27 października 2024 | Quebec, Quebec                | Kanada              | Videotron Centre              |
| 30 października 2024 | Montreal, Quebec              | Kanada              | Centre Bell                   |
| 1 listopada 2024     | Philadelphia, Pensylwania     | Stany Zjednoczone   | Wells Fargo Center            |
| 2 listopada 2024     | Brooklyn, Nowy Jork           | Stany Zjednoczone   | Barclays Center               |
| 6 listopada 2024     | Worcester, Massachusetts      | Stany Zjednoczone   | DCU Center                    |
| 8 listopada 2024     | Pittsburgh, Pensylwania       | Stany Zjednoczone   | PPG Paints Arena              |
| 9 listopada 2024     | Newark, New Jersey            | Stany Zjednoczone   | Prudential Center             |
| 12 listopada 2024    | Baltimore, Maryland           | Stany Zjednoczone   | CFG Bank Arena                |
| 13 listopada 2024    | Charlotte, North Carolina     | Stany Zjednoczone   | Spectrum Center               |
| 16 listopada 2024    | Fort Worth, Texas             | Stany Zjednoczone   | Dickies Arena                 |
| 17 listopada 2024    | San Antonio, Texas            | Stany Zjednoczone   | Frost Bank Center             |
| 20 listopada 2024    | Meksyk                        | Meksyk              | GNP Seguros Stadium           |
| Ameryka Południowa   |                               |                     |                               |
| 24 listopada 2024    | Bogota                        | Kolumbia            | Estadio El Campin             |
| 25 listopada 2024    | Bogota                        | Kolumbia            | Estadio El Campin             |
| 27 listopada 2024    | Santiago                      | Chile               | Estadio Nacional de Chile     |
| 28 listopada 2024    | Santiago                      | Chile               | Estadio Nacional de Chile     |
| 1 grudnia 2024       | Buenos Aires                  | Argentyna           | Estadio Huracán               |
| 2 grudnia 2024       | Buenos Aires                  | Argentyna           | Movistar Arena                |
| 6 grudnia 2024       | São Paulo                     | Brazylia            | Allianz Parque Stadium        |
| 7 grudnia 2024       | São Paulo                     | Brazylia            | Allianz Parque Stadium        |

### Box Office
| Obiekt                                 | Miasto / Festiwal                      | Sprzedaż Biletów Netto | Dochód Netto (USD) | FREKWENCJA * |
| Arena Stožice                          | Lublana                                | 11,600 (100%)          | 900,000            | 13,000       |
| O2 Arena                               | Praga                                  | 33,000 (100%)          | 2,800,000          | 40,000       |
| Nokia Arena                            | Tampere                                | 26,600 (100%)          | 2,500,000          | 30,000       |
| Koengen Bergenhus Festung              | Bergen                                 | 22,500 (100%)          | 1,850,000          | 24,000       |
| Sweden Rock Field                      | Sölvesborg / Sweden Rock Festival      | 0                      | 0                  | 55,000       |
| Quarterback Immobilien Arena           | Lipsk                                  | 11,800 (100%)          | 1,100,000          | 13,000       |
| Tauron Arena                           | Kraków                                 | 36,000 (100%)          | 2,800,000          | 50,000       |
| Val de Moine                           | Clisson / HellFest                     | 0                      | 0                  | 80,000       |
| Hallenstadion                          | Zurich                                 | 12,900 (100%)          | 2,050,000          | 15,000       |
| ZAG Arena                              | Hanower                                | 11,000 (100%)          | 1,100,000          | 15,000       |
| 3Arena                                 | Dublin                                 | 12,600 (100%)          | 1,100,000          | 15,000       |
| Ovo Hydro Arena                        | Glasgow                                | 13,100 (100%)          | 1,200,000          | 14,000       |
| First Direct Arena                     | Leeds                                  | 11,000 (100%)          | 1,100,000          | 13,000       |
| AO Arena                               | Manchester                             | 16,500 (100%)          | 1,600,000          | 22,000       |
| Motor Point Arena                      | Nottingham                             | 8,600 (100%)           | 860,000            | 10,000       |
| Utilita Arena Birmingham               | Birmingham                             | 15,000 (100%)          | 1,400,000          | 16,000       |
| O2 Arena                               | Londyn                                 | 36,000 (100%)          | 3,100,000          | 44,000       |
| Ziggo Dome                             | Amsterdam                              | 18,000 (100%)          | 1,700,000          | 18,000       |
| Sportpalais Antwerp                    | Antwerpia                              | 21,000 (100%)          | 1,800,000          | 23,000       |
| San Siro Ippodromo                     | Mediolan / Return of the Gods Festival | 0                      | 0                  | 40,000       |
| Palau Sant Jordi                       | Barcelona                              | 17,500 (100%)          | 1,700,000          | 20,000       |
| Estadio Enrique Roca                   | Murcja                                 | 25,000 (100%)          | 2,500,000          | 28,000       |
| Bizkaia Arena Bec!                     | Bilbao                                 | 16,400 (100%)          | 1,700,000          | 17,000       |
| Westfalenhallen                        | Dortmund                               | 27,000 (100%)          | 2,800,000          | 32,000       |
| Festhalle                              | Frankfurt                              | 12,500 (100%)          | 1,200,000          | 15,000       |
| Olympiahalle                           | Monachium                              | 25,000 (100%)          | 2,500,000          | 26,000       |
| True Metal Stage                       | Wacken / Wacken Open Air               | 0                      | 0                  | 100,000      |
| Scotiabank Saddledome                  | Calgary                                | 13,000 (100%)          | 1,200,000          | 20,000       |
| Rogers Place                           | Edmonton                               | 15,000 (100%)          | 1,300,000          | 20,000       |
| Rogers Arena                           | Vancouver                              | 15,000 (100%)          | 1,300,000          | 20,000       |
| Empire Polo Club                       | Indio / Power Trip Festival            | 100,000 (100%)         | 25,000,000         | 100,000      |
| RAC Arena                              | Perth                                  | 11,300 (100%)          | 1,000,000          | 12,000       |
| Adelaide Entertainment Centre          | Adelaide                               | 12,000 (100%)          | 1,100,000          | 13,000       |
| Rod Laver Center                       | Melbourne                              | 23,000 (100%)          | 1,800,000          | 30,000       |
| Brisbane Entertainment Centre          | Brisbane                               | 12,500 (100%)          | 1,100,000          | 12,000       |
| Qudos Bank Arena                       | Sydney                                 | 28,000 (100%)          | 2,500,000          | 30,000       |
| Spark Arena                            | Auckland                               | 10,500 (100%)          | 1,000,000          | 13,000       |
| Sky Hall Toyota                        | Aichi                                  | 7,000 (100%)           | 900,000            | 7,000        |
| Osaka Jo-Hall                          | Osaka                                  | 12,000 (100%)          | 1,600,000          | 16,000       |
| Tokyo Garden Theater                   | Tokyo                                  | 8,000 (100%)           | 1,200,000          | 8,000        |
| PIA Arena MM                           | Kanagawa                               | 21,000 (100%)          | 2,800,000          | 24,000       |
| North Island Credit Union Amphitheatre | San Diego                              | 15,000 (100%)          | 1,300,000          | 20,000       |
| Michelob ULTRA Arena                   | Las Vegas                              | 9,500 (100%)           | 1,000,000          | 11,000       |
| KIA Forum                              | Los Angeles                            | 13,500 (100%)          | 1,300,000          | 20,000       |
| Footprint Center                       | Phoenix                                | 12,500 (100%)          | 1,200,000          | 20,000       |
| Discovery Park Grounds                 | Sacramento / Aftershock Festival       | 0                      | 0                  | 40,000       |
| MODA Center                            | Portland                               | 13,500 (100%)          | 1,250,000          | 20,000       |
| Tacoma Dome                            | Tacoma                                 | 14,400 (95%)           | 1,300,000          | 14,000       |
| Delta Center                           | Salt Lake City                         | 13,000 (100%)          | 1,200,000          | 20,000       |
| Ball Arena                             | Denver                                 | 13,500 (100%)          | 1,200,000          | 20,000       |
| Xcel Energy Center                     | St. Paul                               | 12,500 (100%)          | 1,250,000          | 20,000       |
| Allstate Arena                         | Rosemont                               | 12,500 (100%)          | 1,250,000          | 20,000       |
| Scotiabank Arena                       | Toronto                                | 13,500 (100%)          | 1,100,000          | 20,000       |
| Videotron Centre                       | Quebec                                 | 14,000 (100%)          | 1,200,000          | 20,000       |
| Centre Bell                            | Montreal                               | 14,500 (100%)          | 1,300,000          | 20,000       |
| Wells Fargo Center                     | Philadelphia                           | 12,500 (100%)          | 1,100,000          | 20,000       |
| Barclays Center                        | Brooklyn                               | 14,000 (100%)          | 1,200,000          | 20,000       |
| DCU Center                             | Worcester                              | 11,500 (100%)          | 1,000,000          | 15,000       |
| PPG Paints Arena                       | Pittsburgh                             | 13,500 (100%)          | 1,200,000          | 20,000       |
| Prudential Center                      | Newark                                 | 13,500 (100%)          | 1,200,000          | 20,000       |
| CFG Bank Center                        | Baltimore                              | 12,500 (100%)          | 1,100,000          | 13,000       |
| Spectrum Center                        | Charlotte                              | 13,500 (100%)          | 1,200,000          | 20,000       |
| Dickies Arena                          | Fort Worth                             | 12,500 (100%)          | 1,100,000          | 20,000       |
| Bank Frost Center                      | San Antonio                            | 13,500 (100%)          | 1,200,000          | 20,000       |
| GNP Seguros Stadium                    | Mexico City                            | 62,651 (100%)          | 4,100,000          | 72,000       |
| Estadio El Campin                      | Bogota                                 | 94,000 (100%)          | 6,800,000          | 120,000      |
| Estadio Nacional                       | Santiago                               | 124,000 (110%)         | 8,400,000          | 150,000      |
| Estadio Huracan                        | Buenos Aires                           | 61,000 (100%)          | 5,400,000          | 71,000       |
| Allianz Parque                         | Sao Paulo                              | 86,316 (110%)          | 7,200,000          | 122,000      |
| SUMA (Indywidualne / Ogół): 77 / 82    | SUMA (Indywidualne / Ogół): 77 / 82    | 1,446,267 / 100%       | 144,160,000        | 2,100,000    |

* Dane dotyczą ostatecznej liczby uczestników w odniesieniu do maksymalnej pojemności obiektów z uwzględnieniem zaproszonych gości, wolontariuszy, darmowych uczestników imprez oraz posiadaczy biletów udostępnianych poza głównymi kanałami dystrybucji. W zależności od lokalizacji koncertu tzw. dane brutto mogą się znacznie różnić od wartości wyjściowych.